# Paul György
Pour les articles homonymes, voir György.
Paul György, né le 7 avril 1893 à Nagyvárad et mort le 29 février 1976 à Philadelphie, est un biochimiste, microbiologiste et nutritionniste hongrois. Il découvrit entre autres la riboflavine et la vitamine B6 ainsi que le bifidus.

## Publications
- György, P. 1953. A hitherto unrecognized biochemical difference between human milk and cow's milk. Pediatrics 11:98-107.
- György, P. 1971. The uniqueness of human milk. Biochemical aspects. Am J Clin Nutr 24:970-975.
- György, P., Jeanloz, R.W., von Nicolai, H., and Zilliken, F. 1974. Undialyzable growth factors for Lactobacillus bifidus var. Pennsylvanicus. Eur J Biochem 43:29-33.
- György, P., Kuhn, R., Ross, C.S., and Zilliken, F. 1954. Bifidus factor. II. Its occurrence in milk from different species and other natural products. Arch Biochem Biophys 48:202-208.
- György, P., Norris, R.F., and Rose, C.S. 1954. A variant of Lactobacillus bifidus requiring a special growth factor. Arch Biochem Biophys 48:193-201.
- György, P., Dhanamitta, S., and Steers, E. 1962. Protective effects of human milk in experimental Staphylococcus infection. Science 137:338-340.